# Rogerstoppane
Rogerstoppane är en bergstopp i Antarktis. Den ligger i Östantarktis. Norge gör anspråk på området. Toppen på Rogerstoppane är 2 788 meter över havet, eller 313 meter över den omgivande terrängen. Bredden vid basen är 6,7 km.
Terrängen runt Rogerstoppane är platt västerut, men österut är den kuperad. Trakten är obefolkad. Det finns inga samhällen i närheten.